# Angarotipula
Angarotipula is een muggengeslacht uit de familie van de langpootmuggen (Tipulidae).

## Soorten
- A. altivolans (Alexander, 1935)
- A. frommeri (Alexander, 1966)
- A. heilongjiangana Yang and Yang, 1995
- A. illustris (Doane, 1901)
- A. indica (Edwards, 1926)
- A. laetipennis (Alexander, 1935)
- A. parrioides (Alexander, 1919)
- A. qinghaiensis Yang and Yang, 1996
- A. rubzovi (Savchenko, 1961)
- A. snodgrassiana (Alexander, 1966)
- A. tokunagana (Alexander, 1964)
- A. tumidicornis (Lundstrom, 1907)
- A. xuthoptera (Alexander, 1966)